# Ан-Нахл
Сура Ан-Нахл (на арабски: سورة النحل, „Пчелите“) е шестнадесетата сура от Корана със 128 аята. Кръстена е на пчелите.

## Резюме
Тази сура предупреждава срещу политеизма, казвайки, че езическите богове не могат да създадат нищо и сравнения между бог (Аллах) и други същества. Тя също така възхвалява Аллах, че е дарил Земята с цялото му богатство за човечеството. Според тази сура всички чудеса в естествения свят като морета, звезди, планини са доказателства за божията безкрайна мощ. Стих 66 говори за чудото в образуването на мляко при едрия рогат добитък: „И в добитъка има поука за вас. Даваме ви да пиета от онова, което е в стомаха му помежду нечистотии и кръв – чисто мляко, приятно за пиещите.“ Стих 67 говори за чудото на лозата: „И от плодовете на палмите и гроздето взимате опияняваща напитка и хубава храна. В това има знамение за хора проумяващи.“
103-тият аят обръща внимание на твърденията, че Мохамед е изобретил Корана.